# Theatergroep Het Vervolg
Theatergroep Het Vervolg uit Maastricht werd opgericht in 1977 en was een van de grote stadsgezelschappen in Nederland. Het ging op 1 januari 2009 samen met het Schiedamse gezelschap Els inc. onder de naam Toneelgroep Maastricht.
Het repertoire van Theatergroep Het Vervolg varieerde van klassieke tot moderne titels. Het gezelschap profileerde zich met nieuw geschreven toneelteksten en eigen bewerkingen van romans, films en opera's. Het artistieke team bestond uit theatermakers Hans Trentelman en Léon van der Sanden. Naast de vaste acteurs Mieneke Bakker en Hans van Leipsig werden ieder seizoen diverse gastacteurs aangetrokken. Op het repertoire stonden onder meer De Avonden, Abigail's Party, Tramlijn Begeerte, Eva Bonheur, De Gelukkige Huisvrouw en Petrus Regout.
De voorstellingen waren te zien in het eigen Derlon Theater (later Bordenhal) aan Plein 1992 in Maastricht. Daarnaast maakte Het Vervolg producties op bijzondere locaties in Limburg en speelde tourneevoorstellingen in schouwburgen door heel Nederland en België.